# Horst Hagen
Horst Hagen   (Kuhsdorf, 10 de gener de 1950) és un ex-jugador de voleibol alemany que va competir sota bandera de la República Democràtica Alemanya durant les dècades de 1960 i 1970.
El 1972 va prendre part en els Jocs Olímpics de Múnic, on guanyà la medalla de plata en la competició de voleibol. En el seu palmarès també destaca una medalla d'or al Campionat del Món de voleibol de 1970. A nivell de clubs jugà al SC Traktor Schwerin i SC Leipzig. Amb aquest darrer equip guanyà la lliga nacional de 1971 a 1976.